# توالی هابل

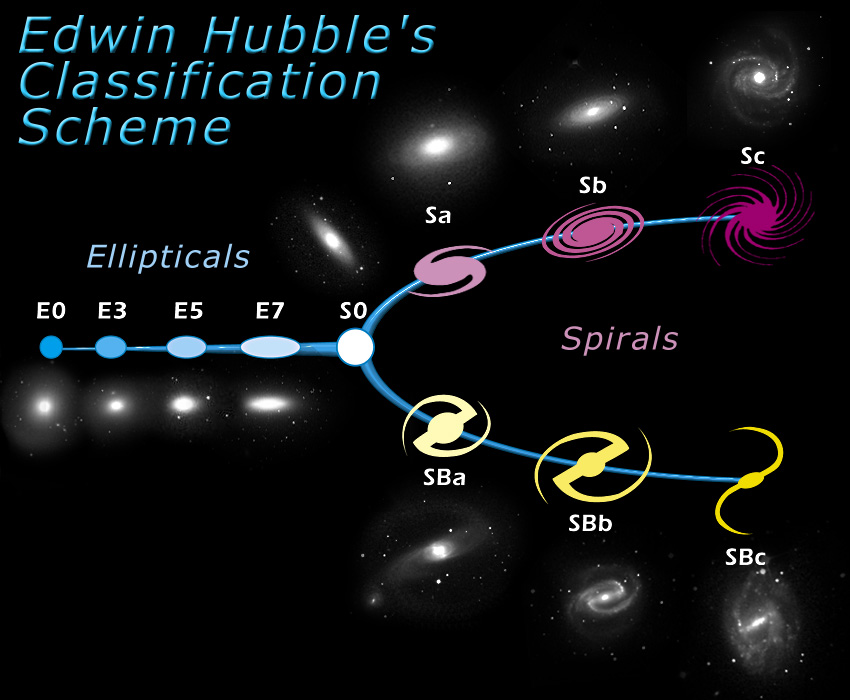
نمودار چنگالی‌شکل توالی هابل

توالی هابل (انگلیسی: Hubble sequence) طرحی برای طبقه‌بندی ریخت‌شناختی کهکشان‌ها است که توسط ادوین هابل در سال ۱۹۲۶ ابداع شد. این مفهوم اغلب به‌صورت عامیانه نمودار چنگال تنظیم هابل (Hubble tuning fork diagram) نامیده می‌شود، زیرا شکل سنتی نمایش این نمودار، شبیه یک چنگال تنظیم است.
طرح هابل، کهکشان‌های معمولی را بر پایه شکل ظاهری آن‌ها در صفحه عکاسی، به سه دسته بزرگ بیضوی، عدسی و مارپیچی تقسیم می‌کند. دسته چهارم شامل کهکشان‌های با ظاهر نامنظم است.
توالی هابل، رایج‌ترین سیستم مورد استفاده برای طبقه‌بندی کهکشان‌ها است که هم در پژوهش‌های تخصصی اخترشناسی و هم در اخترشناسی آماتوری کاربرد دارد.